# Индийская чёрная кошачья акула
Apristurus indicus  (лат.) — один из видов рода чёрных кошачьих акул (Apristurus), семейство кошачьих акул (Scyliorhinidae).

## Ареал
Это глубоководный малоизученный вид, обитающий в западной части Индийского океана у берегов Сомали, Омана и в Аденском заливе, на глубине от 1289 до 1840 м.

## Биология
Размер неполовозрелой особи составляет 34 см. Размножается, откладывая яйца.

## Взаимодействие с человеком
Изредка попадает в качестве прилова в глубоководные сети. Данных для оценки состояния сохранности вида недостаточно.